# Gil Vianna
Gil Manhães Vianna Junior (Campos dos Goytacazes, 10 de julho de 1965 — Campos dos Goytacazes, 19 de maio de 2020) foi um político brasileiro e ex-oficial da Polícia Militar e do Exército Brasileiro, onde atuou por 27 anos. Cumpriu o mandato de vereador em Campos dos Goytacazes, e depois foi deputado estadual do Rio de Janeiro pelo PSL e era pré-candidato a prefeito, pelo mesmo partido.

## Biografia
Em 2014, então filiado ao PR, concorreu a uma vaga na ALERJ para a legislatura 2015-2019, sendo eleito suplente em coligação. Após mudar para o PSB, foi candidato a vice-prefeito de Campos na chapa de Caio Vianna em 2016 e posteriormente assumiu o mandato de deputado em 2017, após Pedro Fernandes assumir secretaria no governo de Luiz Fernando Pezão.
Em 2018, deixou o PSB e se filiou ao PSL. Foi releito com 28.636 votos, para a 12.ª legislatura. Foi líder do PSL na Assembléia Legislativa do Estado do Rio de Janeiro.
Morreu em 19 de maio de 2020, após complicações da COVID-19 na unidade do hospital Unimed em Campos dos Goytacazes, no Rio de Janeiro.